# John van Blom
John van Blom (Long Beach, 1 de diciembre de 1947) es un deportista estadounidense que compitió en remo. Ganó una medalla de bronce en el Campeonato Mundial de Remo de 1970 y una medalla de oro en el Campeonato Europeo de Remo de 1969.

## Palmarés internacional
| Campeonato Mundial | Campeonato Mundial      | Campeonato Mundial | Campeonato Mundial |
| Año                | Lugar                   | Medalla            | Prueba             |
| ------------------ | ----------------------- | ------------------ | ------------------ |
| 1970               | St. Catharines (Canadá) | Medalla de bronce  | Doble scull        |
| Campeonato Europeo |                         |                    |                    |
| Año                | Lugar                   | Medalla            | Prueba             |
| 1969               | Klagenfurt (Austria)    | Medalla de oro     | Doble scull        |

1. ↑  En algunas ediciones del Campeonato Europeo se permitió la participación de remeros de otros continentes.